# Huerta del Pilar
Huerta del Pilar es un barrio de Sevilla (España), perteneciente al distrito Nervión. Está situado en la zona central del distrito. Limita al norte con el barrio de La Calzada; al este, con el barrio de La Florida; y al sur y al oeste, con el barrio de La Buhaira.
La principal arteria del barrio es la avenida de La Buhaira. 